# Tawen Aobao (köpinghuvudort i Kina, Inner Mongolia Autonomous Region, lat 49,06, long 124,11)
Tawen Aobao (kinesiska: 塔温敖宝, 塔温敖宝镇) är en köpinghuvudort i Kina. Den ligger i den autonoma regionen Inre Mongoliet, i den norra delen av landet, omkring 1 300 kilometer nordost om regionhuvudstaden Hohhot. Antalet invånare är 28 050. Befolkningen består av 13 411 kvinnor och 14 639 män. Barn under 15 år utgör 16,0 %, vuxna 15-64 år 78 %, och äldre över 65 år 4,0 %.
Runt Tawen Aobao är det ganska glesbefolkat, med 29 invånare per kvadratkilometer. Det finns inga andra samhällen i närheten. Trakten runt Tawen Aobao består till största delen av jordbruksmark.
Genomsnittlig årsnederbörd är 801 millimeter. Den regnigaste månaden är juli, med i genomsnitt 234 mm nederbörd, och den torraste är februari, med 9 mm nederbörd.